# 伊具郡
伊具郡（日语：／ Igu gun */?）是宮城縣的一郡。人口17,139人、面積273.34km²（2003年）。
現轄有以下1町。
- 丸森町